# Boris Ivanowski
Boris Ivanowski (rusko: Борис Ивановский), pokojni ruski dirkač.
Kot pripadnik Ruske imperialne garde je moral po Ruski revoluciji zapustiti državo. V izgnanstvu se je začel ukvarjati z dirkanjem. Prvo pomembnejšo zmago je dosegel leta 1928, ko je zmagal na vzdržljivostni dirki za 24 ur Spaja, kjer je dirkal skupaj z Attiliom Marinonijem. Svoji naslednji in zadnji pomembnejši zmagi pa je dosegel v sezoni 1929, ko je z dirkalnikom Alfa Romeo 6C zmagal na obeh dirkah za Veliko nagrado Irske. V sezoni 1931 je s privatnim dirkalnikom Mercedes-Benz SSK sodeloval na vseh treh prvenstvenih prvenstvenih dirkah. Dosegel je peti mesti na dirkah za Veliko nagrado Italije in Veliko nagrado Belgije, na dirki za Veliko nagrado Francije pa je odstopil v enajstem krogu zaradi okvare diferenciala. 

## Popolni rezultatiEvropskega avtomobilističnega prvenstva
(legenda)
| Leto | Moštvo    | Make          | 1     | 2       | 3     | Prv | Toč |
| ---- | --------- | ------------- | ----- | ------- | ----- | --- | --- |
| 1931 | Privatnik | Mercedes-Benz | ITA 5 | FRA Ret | BEL 5 | 13= | 15  |